# Mike Conley (koszykarz)
Mike Conley, właśc. Michael Alex Conley Jr. (ur. 11 października 1987 w Fayetteville w stanie Arkansas) – amerykański koszykarz, występujący na pozycji rozgrywającego, obecnie zawodnik Minnesoty Timberwolves.
W 2006 wystąpił w meczu gwiazd amerykańskich szkół średnich – McDonald’s All-American. Został też zaliczony do III składu Parade All-American.
Mike Conley Jr. jest absolwentem Ohio State University, gdzie reprezentował barwy drużyny Ohio State Buckeyes, z którą w 2007 roku dotarł do finału rozgrywek akademickich NCAA będąc dopiero na pierwszym roku studiów. W drafcie do NBA w 2007 został wybrany z 4. numerem w pierwszej rundzie przez Memphis Grizzlies.
6 lipca 2019 trafił w wyniku wymiany do Utah Jazz. 9 lutego 2023 został wytransferowany do Minnesoty Timberwolves.

## Osiągnięcia
Stan na 11 lutego 2023, na podstawie, o ile nie zaznaczono inaczej.
NCAA
- Wicemistrz NCAA (2007)
- Mistrz:
  - turnieju konferencji Big 10 (2007)
  - sezonu regularnego Big 10 (2007)
- MVP turnieju Big 10 (2007)[6]
- Zaliczony do:
  - I składu:
    - Big 10 (2007)
    - turnieju Big 10 (2007)
    - najlepszych pierwszorocznych zawodników Big 10 (2007)
    - NCAA Final Four (2007)[7]

  - II składu Big 10 (2007)
- Lider konferencji Big 10 w[8]:
  - asystach (6,1 – 2007)
  - przechwytach (2,2 – 2007)

NBA
- Laureat:
  - NBA Sportsmanship Award (2014, 2016, 2019[9])[10]
  - Twyman–Stokes Teammate Award (2019,2024)[9][11]
- Zaliczony do II składu defensywnego NBA (2013)[12]
- Uczestnik:
  - meczu gwiazd NBA (2021)[a]
  - Rising Stars Challenge (2008)
  - konkursu:
    - konkursu rzutów za 3 punkty (2021 – 2. miejsce)[14][b]
    - Skills Challenge (2019)[16]